# Максимович, Никола
Нико́ла Макси́мович (серб. Никола Максимовић; род. 25 ноября 1991, Байина-Башта) — сербский футболист, защитник клуба «Монпелье».

## Карьера
Никола начал свою карьеру в клубе «Слобода» из города Ужице, в котором отыграл три сезона, прежде чем перейти в один из сильнейших клубов Сербии — «Црвену звезду» за сумму около 300 тысяч евро. В начале 2010 года проходил просмотр в киевском «Динамо-2», который выступал в Первой лиге Украины. В августе 2012 года его заприметили скауты «Ювентуса», а в ноябре того же года в борьбу за талантливого защитника включились также селекционеры трёх московских клубов: ЦСКА, «Динамо» и «Спартака». Примерная стоимость игрока оценивается от 2 млн до 4 млн евро.
В 2013 году перешёл в «Торино». За итальянский клуб Максимович выступал на протяжении трёх сезонов. Летом 2016 году у футболиста случился конфликт с новым главным тренером «Торино» Синишей Михайловичем, после чего Максимович отказался участвовать в предсезонных тренировках.
Летом 2016 года сообщалось об интересе к Максимовичу со стороны лондонского «Челси», однако 31 августа футболист был отдан «Наполи» в годичную аренду клубу с возможностью последующего выкупа. Несмотря на то, что неаполитанцы выкупили сербского защитника, в основном составе команды заиграть ему так и не удалось.
26 января 2018 года московский «Спартак» объявил о переходе Максимовича на правах аренды до конца сезона. Позже Максимович ответил на вопрос о причинах малого количества игровой практики в «Наполи»:
У меня были проблемы со старыми травмами. Пришлось лечиться, упустил немного времени. Когда вернулся в строй, меня ждала конкуренция с хорошими защитниками. Мне изначально было сложно с тренером «Наполи». Он щепетильно относится к каждому миллиметру в линии обороны. Было сложно привыкнуть к его системе. Поэтому меня отпустили в аренду, чтобы я окреп и, возможно, вернулся в «Наполи» в следующем году.
27 января провёл первую тренировку со «Спартаком». Дебютировал 4 марта в матче 21-го тура против «Локомотива» (0:0). После окончания арендного соглашения вернулся в «Наполи».

## Стиль игры
Своей манерой игры он очень похож на всемирно известного защитника Неманью Видича.

## Достижения
«Црвена Звезда»
- Обладатель Кубка Сербии: 2011/12

«Спартак» (Москва)
- Бронзовый призёр чемпионата России: 2017/18

«Наполи»
- Обладатель Кубка Италии: 2019/20

## Статистика
| Статистика клубных выступлений Николы Максимовича | Статистика клубных выступлений Николы Максимовича | Статистика клубных выступлений Николы Максимовича | Статистика клубных выступлений Николы Максимовича | Статистика клубных выступлений Николы Максимовича | Статистика клубных выступлений Николы Максимовича | Статистика клубных выступлений Николы Максимовича | Статистика клубных выступлений Николы Максимовича | Статистика клубных выступлений Николы Максимовича | Статистика клубных выступлений Николы Максимовича | Статистика клубных выступлений Николы Максимовича | Статистика клубных выступлений Николы Максимовича |
| Сезон                                             | Клуб                                              | Лига                                              | Чемпионат                                         | Чемпионат                                         | Кубок                                             | Кубок                                             | Конт.                                             | Конт.                                             | Прочие                                            | Прочие                                            | Прочие                                            |
| Сезон                                             | Клуб                                              | Лига                                              | Игры                                              | Голы                                              | Игры                                              | Голы                                              | Игры                                              | Голы                                              | Турнир                                            | Игры                                              | Голы                                              |
| ------------------------------------------------- | ------------------------------------------------- | ------------------------------------------------- | ------------------------------------------------- | ------------------------------------------------- | ------------------------------------------------- | ------------------------------------------------- | ------------------------------------------------- | ------------------------------------------------- | ------------------------------------------------- | ------------------------------------------------- | ------------------------------------------------- |
| 2008/09                                           | Севойно                                           | Первая лига                                       | 7                                                 | 0                                                 | 0                                                 | 0                                                 | —                                                 | —                                                 | —                                                 | —                                                 | —                                                 |
| 2009/10                                           | Севойно                                           | Первая лига                                       | 24                                                | 2                                                 | 0                                                 | 0                                                 | 3                                                 | 0                                                 | —                                                 | —                                                 | —                                                 |
| 2010/11                                           | Слобода (Ужице)                                   | Суперлига                                         | 20                                                | 1                                                 | 3                                                 | 0                                                 | —                                                 | —                                                 | —                                                 | —                                                 | —                                                 |
| 2011/12                                           | Слобода (Ужице)                                   | Суперлига                                         | 12                                                | 0                                                 | 1                                                 | 0                                                 | —                                                 | —                                                 | —                                                 | —                                                 | —                                                 |
| 2011/12                                           | Црвена звезда                                     | Суперлига                                         | 12                                                | 0                                                 | 3                                                 | 0                                                 | —                                                 | —                                                 | —                                                 | —                                                 | —                                                 |
| 2012/13                                           | Црвена звезда                                     | Суперлига                                         | 13                                                | 1                                                 | 1                                                 | 0                                                 | 6                                                 | 0                                                 | —                                                 | —                                                 | —                                                 |
| 2013/14                                           | → Торино                                          | Серия А                                           | 23                                                | 0                                                 | 0                                                 | 0                                                 | —                                                 | —                                                 | —                                                 | —                                                 | —                                                 |
| 2014/15                                           | Торино                                            | Серия А                                           | 27                                                | 0                                                 | 1                                                 | 0                                                 | 9                                                 | 0                                                 | —                                                 | —                                                 | —                                                 |
| 2015/16                                           | Торино                                            | Серия А                                           | 16                                                | 0                                                 | 0                                                 | 0                                                 | —                                                 | —                                                 | —                                                 | —                                                 | —                                                 |
| 2016/17                                           | Наполи                                            | Серия А                                           | 8                                                 | 1                                                 | 2                                                 | 0                                                 | 2                                                 | 0                                                 | —                                                 | —                                                 | —                                                 |
| 2017/18                                           | Наполи                                            | Серия А                                           | 2                                                 | 0                                                 | 1                                                 | 0                                                 | 1                                                 | 0                                                 | —                                                 | —                                                 | —                                                 |
| 2017/18                                           | → Спартак (Москва)                                | РФПЛ                                              | 9                                                 | 0                                                 | 2                                                 | 0                                                 | 0                                                 | 0                                                 | —                                                 | —                                                 | —                                                 |
| 2018/19                                           | Наполи                                            | Серия А                                           | 17                                                | 0                                                 | 2                                                 | 0                                                 | 9                                                 | 0                                                 | ЛЧ/ЛЕ                                             | 9                                                 | 0                                                 |